# Skała ze Słupem

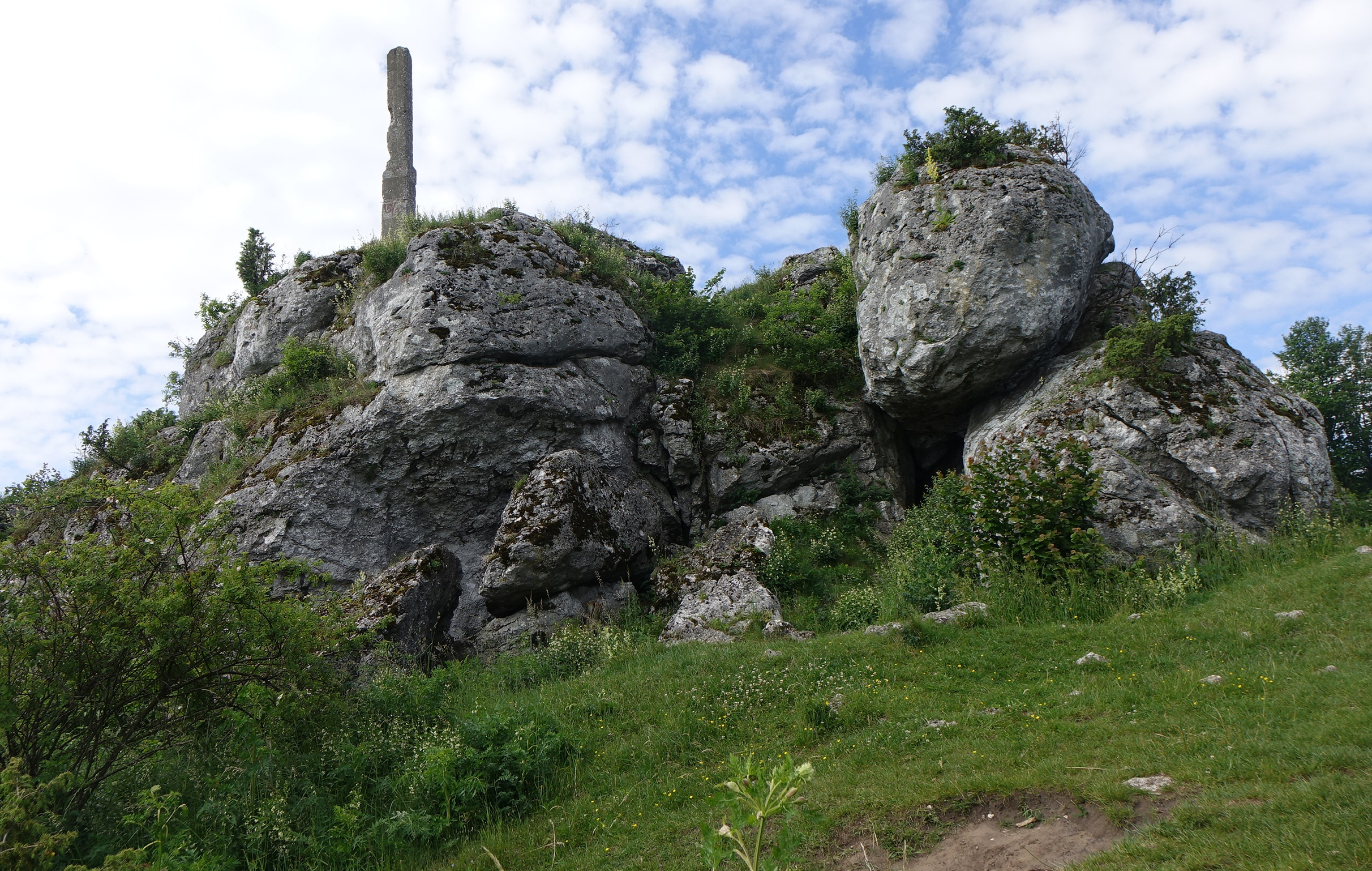
Skała ze Słupem

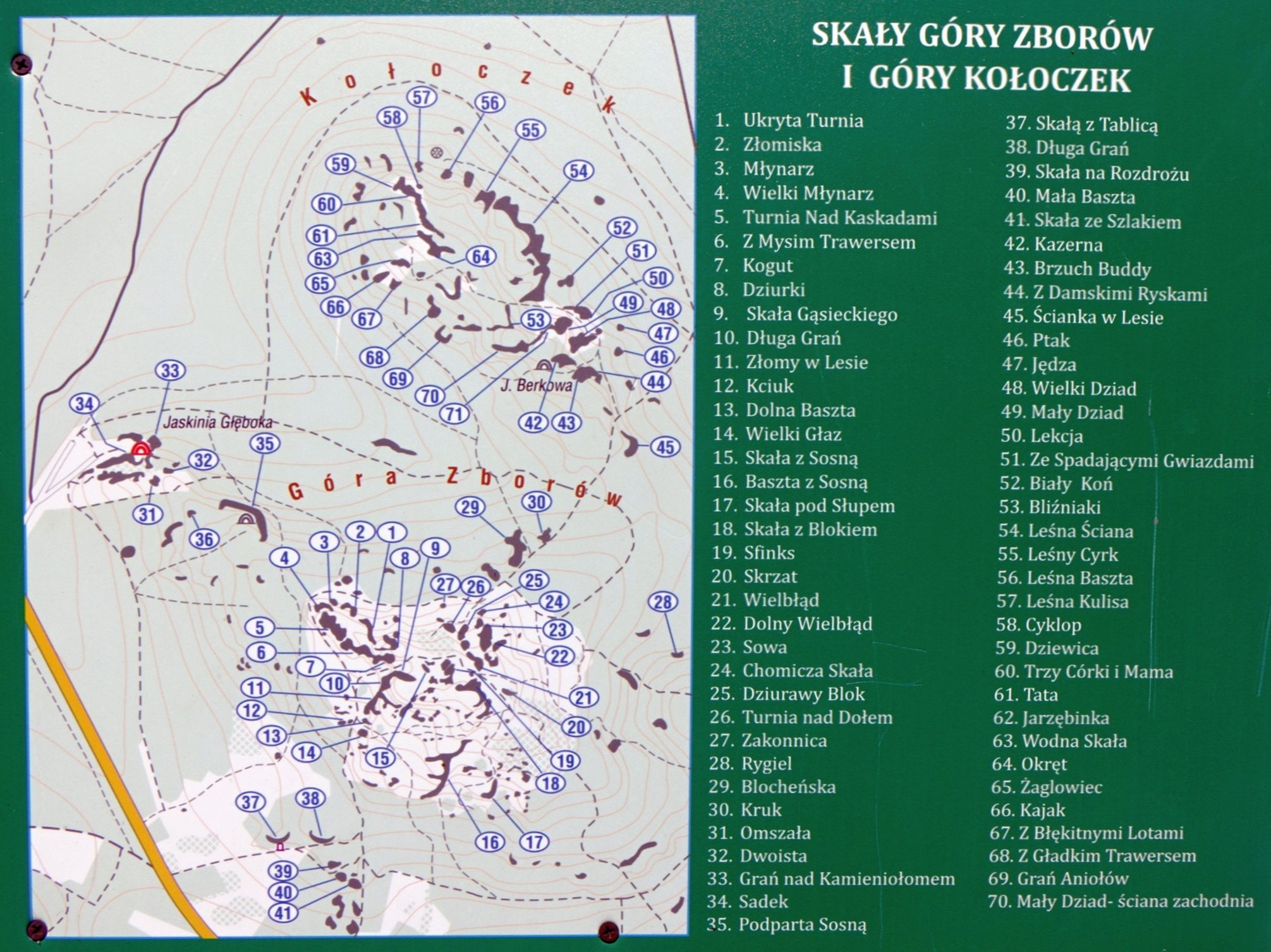
Skały Góry Zborów i Kołoczka

Skała ze Słupem – skała na wzniesieniu Góra Zborów w miejscowości Kroczyce w województwie śląskim, w powiecie zawierciańskim, w gminie Kroczyce. Wzniesienie to należy do tzw. Skał Kroczyckich i znajduje się w obrębie rezerwatu przyrody Góra Zborów na Wyżynie Częstochowskiej.
Skała ze Słupem znajduje się na szczycie Góry Zborów, na wysokości 467,5 m, na mapie lotniczej Geoportalu opisanej jako Góra Berkowa. Zamontowany na jej szczycie betonowy słup to punkt triangulacyjny. Nazwę skały podaje tablica ścieżki przyrodniczej zamontowana przy wejściu do rezerwatu. Cały obszar tego wzniesienia wchodzi w skład rezerwatu przyrody Góra Zborów. Na skałach Góry Zborów dopuszczalna jest przy zachowaniu odpowiednich warunków wspinaczka skalna. Skała ze Słupem nie jest jednak obiektem wspinaczkowym, ponadto obowiązuje zakaz wchodzenia na szczyt wzniesienia ze względu na ochronę porastających skały muraw kserotermicznych.